# Breña Alta
Breña Alta è un comune spagnolo di 7 279 abitanti situato nella comunità autonoma delle Canarie. Si trova nell'isola di La Palma.